# Acanthodactylus nilsoni
Acanthodactylus nilsoni (гребнепала ящірка Нільсона) — вид ящірок родини ящіркових (Lacertidae). Ендемік Ірану. Вид названий на честь шведського герпетолога Йорана Нільсона.

## Поширення й екологія
Гребнепалі ящірки Нільсона відомі з типової місцевості, що лежить за 5 км на південь від міста Касре-Шірін у провінції Керманшах на заході Ірану, за 5 км на схід від ірано-іракського кордону, на висоті 285 м над рівнем моря. Вони живуть у напівпустелях, серед кам'янистих пагорбів, порослих чагарниками і травою. Відкладають яйця.